# Подхожее (Московская область)
Подхожее — село в городском округе Серебряные Пруды Московской области России.

## География
Расположено на реке Татарке, близ федеральной автотрассы Р114 «Кашира — Узловая», на крайнем юго-востоке Московской области, в 64 км от Тулы и 19 км от Венёва.

## История
До 1785 г. село относилось к Рязанской Епархии.
В 1857 г. в селе при речке Татарке проживало 2743 чел., по Клировым ведомостям 1915—1916 гг. в нём было 634 двора и 5020 человек.
В 1937 г., после образования Тульской области, село Подхожее вошло в Мочильский сельский округ Серебряно-Прудского района Московской области. В настоящее время село Подхожее входит в городской округ Серебряные Пруды Московской области.
Деревянная Михайло-Архангельская церковь села по метрическим книгам известна с 1778 г. В 1835—1853 гг. графом Шереметьевым Д. Н. построен каменный храм. В 1857—1916 гг. в приход храма кроме села входила дер. Подхоженские Выселки (в 4 вер.), в которой в 1857 г. при колодцах проживало 533 чел., по Клировым ведомостям 1915—1916 гг. в ней было 147 дворов и 1195 чел. В настоящее время дер. Подхожие Выселки входит в состав городского округа Новомосковск. В 2010 г. в ней проживало 0 чел.

## Население
| 2002 | 2006  | 2010 |
| ---- | ----- | ---- |
| 1016 | ↘1009 | ↘958 |

## Инфраструктура
До с. Подхожее подходит асфальтированная дорога от федеральной автотрассы Р114 «Кашира — Узловая», в селе имеется школа, детский сад, дом культуры, магазин, часть улиц асфальтирована, имеется 2 микрорайона Юбилейный и Восточный.

## Сельское хозяйство
Племзавод «Барыбино» ф-л «Подхоженский».